# Кулагин, Дмитрий Владимирович
Дмитрий Владимирович Кулагин (р. 9 января 1968) — российский политический деятель, Председатель Законодательного Собрания Оренбургской области с 23 марта 2006 года по 23 марта 2011 года, вице-губернатор — заместитель председателя Правительства — руководитель аппарата Губернатора и Правительства Оренбургской области с 18 апреля 2012 года.

## Биография
Родился 9 января 1968 года в Оренбурге.
Окончил оренбургскую среднюю школу № 40 с отличием. После окончания школы учился на автотранспортном факультете Оренбургского политехнического института (ныне ФГБОУ ВПО Оренбургский государственный университет).
Учился на Оренбургской детской железной дороге
С 1986 по 1988 год проходил срочную службу в Советской Армии.
С 1989 года был заместителем секретаря, секретарём комитета ВЛКСМ Оренбургского политехнического института.
С 1991 по 1994 год работал заведующим отделом по делам молодежи администрации Дзержинского района Оренбурга.
В 1996 году окончил Московскую государственную юридическую академию (МГЮУ им. О. Е. Кутафина).
С 1994 по 2000 год — заместитель председателя, председатель комитета по делам молодежи администрации Оренбургской области.
В 2000 году назначен начальником организационно-инспекторского отдела администрации Оренбургской области.
С 2001 по 2002 год являлся заместителем мэра Оренбурга по работе с территориями и информатике.
С 2002 по 2006 год работал заместителем губернатора Оренбургской области — руководителем аппарата Губернатора и Правительства Оренбургской области.
В марте 2006 года был избран депутатом Законодательного Собрания Оренбургской области четвёртого созыва. 23 марта 2006 года избран председателем Законодательного Собрания Оренбургской области.
В мае 2011 года избран председателем избирательной комиссии Оренбургской области.
Указом губернатора Ю.А. Берга от 16 апреля 2012 года назначен на должность вице-губернатора — заместителя председателя Правительства — руководителя аппарата Губернатора и Правительства Оренбургской области.
С 20 декабря 2018 по 10 декабря 2019 года был мэром Оренбурга. 10 декабря 2019 года вновь назначен на должность вице-губернатора — заместителя председателя Правительства — руководителя аппарата Губернатора и Правительства Оренбургской области.
Удостоен ряда правительственных наград.
Женат. Имеет двух сыновей.

## Награды
- Медаль ордена «За заслуги перед Отечеством» II степени (30 декабря 2022 года) — за достигнутые трудовые успехи и многолетнюю добросовестную работу[6]